# ببغاء بينوس ماكسيميليان
ببغاء بينوس ماكسيميليان (الاسم العلمي: Pionus maximiliani) (بالإنجليزية: Scaly-headed parrot) أو (بالإنجليزية: Maximilian pionus) ، هو نوع ينتمي إلى بستاكيداي (فصيلة: Psittacidae) .